# Manoir de Barrach (Langonnet)
Pour l’article homonyme, voir Manoir de Barrach (Ploërdut).
Le manoir de Barrach est situé à Langonnet en France.

## Localisation
Le manoir est situé sur le territoire de la commune de Langonnet, au lieu-dit Barrach, dans le département du Morbihan en région Bretagne.

## Description
Le manoir date du XVIIe siècle, édifice en pierre de taille à un étage carré avec une toiture à longs pans couverte d'ardoises, pignon découvert. Escalier de distribution extérieur.

## Historique
Construit en 1692, le manoir est inscrit à l'inventaire général du patrimoine culturel en 1969.